# Chi Rau khúc giả
Chi Rau khúc giả có danh pháp khoa học: Pseudognaphalium, là một chi thực vật có hoa trong họ Cúc (Asteraceae).

## Loài
Chi Pseudognaphalium gồm các loài:
- Pseudognaphalium arizonicum (A.Gray) Anderb.
- Pseudognaphalium attenuatum (DC.) Anderb.
- Pseudognaphalium austrotexanum G.L.Nesom
- Pseudognaphalium beneolens (Davidson) Anderb.
- Pseudognaphalium biolettii Anderb.
- Pseudognaphalium brachypterum (DC.) Anderb.
- Pseudognaphalium californicum (DC.) Anderb.
- Pseudognaphalium canescens (DC.) Anderb.
- Pseudognaphalium domingense
- Pseudognaphalium elegans (Kunth) Kartesz
- Pseudognaphalium helleri  (Britton) Anderb.
- Pseudognaphalium jaliscense (Greenm.) Anderb.
- Pseudognaphalium leucocephalum (A.Gray) Anderb.
- Pseudognaphalium macounii (Greene) Kartesz
- Pseudognaphalium microcephalum (Nutt.) Anderb.
- Pseudognaphalium obtusifolium (L.) Hilliard & B.L.Burtt
- Pseudognaphalium pringlei (A.Gray) Anderb.
- Pseudognaphalium ramosissimum (Nutt.) Anderb.
- Pseudognaphalium roseum (Kunth) Anderb.
- Pseudognaphalium sandwicensium (Gaudich.) Anderb.
- Pseudognaphalium saxicola (Fassett) H.E. Ballard & Feller
- Pseudognaphalium stramineum (Kunth) Anderb.
- Pseudognaphalium thermale (E.E.Nelson) G.L.Nesom
- Pseudognaphalium viscosum (Kunth) Anderb.

Loài trước đây xếp vào chi này
- Helichrysum luteoalbum (L.) Rchb. (tên cũ P. luteoalbum (L.) Hilliard & B.L.Burtt)